# CoolReader
CoolReader — кроссплатформенная компьютерная программа для чтения электронных книг в различных форматах на основе XML / CSS. Программа работает на платформах Win32, Linux, Android, Tizen, macOS. Портирована на некоторые устройства на основе EInk и является программным обеспечением с открытым исходным кодом. Последние версии CoolReader выпускаются для платформы Android. Автором и администратором этого проекта является Вадим Лопатин (известный под ником buggins).

## Особенности
- Поддержка форматов: FB2, EPUB (без-DRM), MOBI (без-DRM), DOC, RTF, HTML, CHM, TXT, TCR, PDB, PRC, PML (PalmDOC, eReader)
- Наиболее полная поддержка FB2: стили CSS, таблицы, сноски внизу страницы, Настройки шрифтов, цветов, междустрочного интервала, отступов, переносов…
- Содержание книги (FB2, EPUB, RTF)
- Поддержка таблиц (FB2, EPUB, DOC, RTF, HTML)
- Поддержка CSS (FB2, EPUB, HTML)
- Поддержка картинок в форматах JPG, PNG и GIF.
- Чтение в виде книжных страниц или свитка
- Одна или две страницы в ландшафтном режиме
- Поддержка закладок
- Поиск по тексту
- Выделение текста
- Перекрестные ссылки и гиперссылки
- Отображение сносок внизу страницы
- Поворот страницы на 90, 180 и 270 градусов.
- Автоматическая расстановка переносов (алгоритмическая или словарная)
- Чтение книг напрямую из ZIP
- Автоматическое переформатирование TXT, распознавание кодировок, формата текста
- Гибкая настройка стилей с помощью файлов CSS
- Список последних открытых книг
- Полноэкранный просмотр
- Просмотр информации о книге
- Воспроизведение текста вслух
- Не требует установки в ОС Windows, но обязательным условием запуска для последней версии (3.3.61) является нахождение программы на диске «С»
- Предусмотрена удобная работа со словарями (в версии для Windows — отсутствует). Пользователь может узнать перевод слова или прочитать статью из Википедии прямо в программе.[7]

## Особенности на ОС Android
Встроенный браузер файлов
- Обложки в списке последних файлов книг
- Открытие из файловой системы
- Поиск по «Библиотеке»
  - Найти; Авторы; Названия; Серии; По рейтингу; К прочтению; Читаю; Прочитанные
- Поддержка онлайновых каталогов книг (OPDS).
  - Add (добавленные самостоятельно); Доступ к магазину электронных книг LitRes[8].
- Поддержка закладок
  - Закладки, оглавление, поиск по тексту.
  - Закладки на фрагмент текста (цитаты, комментарии, исправления)
  - Экспорт закладок в текстовый файл.

Настройки
- Возможность сортировки файлов
- Изменение размера обложек
- Гибкая система настройки языка, шрифтов, буквенных, межстрочных и прочих типографских интервалов[9]. Автоматическое переформатирование текста под любой размер шрифта, поддерживает сглаживание (антиалиасинг) экранных шрифтов, полностью настраиваемая цветовая палитра.
- Настраиваемый фон страницы
  - Дневной и ночной профили (два набора цвета/текстуры фона, текста, яркости подсветки)
  - Настройка яркости скольжением пальца вдоль края экрана
  - Фоновые картинки, текстуры или равномерная заливка
- Анимация листания страниц (как в бумажной книге или сдвиг)
- Настраиваемые действия для тап-зон сенсорного экрана (3х3) и кнопок.
  - Автолистание: начать автолистание с помощью меню/перейти/автолистание или назначить действие
  - Автолистание на тап-зону или кнопку; изменение скорости — кнопками громкости, или левой нижней и правой нижней тап-зонами; остановка — любая другая тап-зона или кнопка.
  - Просмотр иллюстраций со скроллингом и масштабированием — по длинному нажатию на иллюстрации.
- Выделение текста
  - Копирование выделенного текста в буфер обмена
    - Выделение текста и копирование в буфер обмена двойным или длинным нажатием на экран (опционально).

  - Поиск выделенного слова в словаре
    - Поддержка словарей (ColorDict, GoldenDict, Fora Dictionary, Aard Dictionary)
- Чтение вслух. Программа читает вслух, используя текущий установленный по умолчанию в системе движок TTS. Для чтения вслух по-русски, предлагается дополнительно установить голосовой движок SVOX и один из русских голосовых пакетов к нему[3] .

CoolReader требует следующие разрешения:
- WAKE_LOCK — для увеличения длительности подсветки экрана
- WRITE_EXTERNAL_STORAGE — для доступа к SD карте
- INTERNET — для использования онлайн-каталогов книг

Для устройств с высоким разрешением экрана также существует версия программы Cool Reader GL от этого же автора с интерфейсом, переписанным на C++, и аппаратным ускорением OpenGL. Обе версии (Cool Reader и Cool Reader GL) можно устанавливать одновременно.

## Конфликты

### Конфликт с ЛитРес
В начале февраля 2013 года Вадим Лопатин получил письмо от администрации «ЛитРеса» с требованием удалить из Cool Reader ссылки на пиратские сайты.

LitRes согласны отозвать жалобу, если автор встроит «черный список» каталогов OPDS, чтобы даже вручную пользователь не мог добавить пиратский каталог. Вчера я получил письмо от LitRes с аналогичным требованием, как автор читалки Cool Reader. В противном случае, угрожают пожаловаться в Google, приводя пример Moon+ Reader. Кто следующий? Подкину LitRes идею не ограничиваться читалками. Нужно подать жалобу и на браузеры. Ведь в любом можно ввести адрес пиратского сайта. P.S.: Я согласен, что в программах не должно быть ссылок на пиратские сайты по умолчанию. Интересно узнать мнение хабравчан по поводу фильтрации— Вадим Лопатин
За месяц до этого, также напомнил Лопатин, в Google Play по жалобе «ЛитРеса» были заблокированы приложения для чтения электронных книг Moon+ Reader, Moon+ Reader Pro, а приложение «Читатель» было заблокировано ещё в декабре 2012. Причиной также стала возможность скачать книги с пиратских сайтов:

В случае с приложениями Moon+ Reader, CoolReader и «Читатель» мы также направили в Google Play и AppStore жалобы на тот факт, что во всех перечисленных выше программах пользователям по умолчанию предлагались ссылки на пиратские источники контента. Владельцы данных программ должны были получить от администраций Google Play и AppStore соответствующие извещения о поступивших на них жалобах. Из владельцев перечисленных выше программ на связь с нами вышел только администратор приложения CoolReader, с которым мы решаем все вопросы в оперативном порядке. Остальные программы по прошествии срока, отведенного регламентами Google Play и AppStore на ответ разработчика, были временно удалены с площадок.— 
После обширной критики в интернете в свой адрес по поводу избирательного подхода «ЛитРес» несколько смягчил свою позицию, признал свою ошибку насчет требований «чёрных списков», и через своего представителя, директора по маркетингу Евгения Лисовского, пояснил:

 С представителем третьего участника скандала, Cool Reader, мы отлично общались с лета прошлого года по поводу партнерки — с подсчетами, сколько он может на нас заработать. Проблема в том, что я как маркетолог не борюсь с пиратством, этим занимаются юристы. Мой коллега из антипиратского отдела сам обратился к разработчику Cool Reader по поводу ссылок на пиратские ресурсы, которые в их программе тоже есть. Но Вадим Лопатин из Cool Reader ему не ответил. Я сам вышел на него, отправив SMS с просьбой пообщаться с нашим антипиратчиком, после чего Вадим связался с антипиратским отделом, и они быстро решили все вопросы (все ссылки на пиратские ресурсы были удалены).— 
Через некоторое время на ресурсах появилось обновление программы Cool Reader. Помимо нескольких полезных улучшений и исправлений, из него также была удалена ссылка на одну из пиратских библиотек, но никакой «чёрный список» автор встраивать не стал. Что означало, Cool Reader останется в Google Play. Чуть позже ситуация с приложениями Moon+ Reader и «Читатель» также была урегулирована и разрешена.